# Muscari
Muscari és un gènere de plantes angiospermes de la família de les asparagàcies (Asparagaceae). Són plantes natives d'Europa, el nord d'Àfrica i l'est d'Àsia.

## Descripció
Són plantes herbàcies perennes i vivaces, amb bulb, que a la primavera produeixen inflorescències amb flors blaves urceolades (en forma d'olla). Hi ha cultivars de flors blanques. El nom del gènere, Muscari, prové del llatí muscus i significa que la seva aroma recorda la del mesc.

## Taxonomia
Aquest gènere va ser publicat per primer cop l'any 1768 a l'obra The Gardeners Dictionary del botànic escocès Philip Miller (1691-1771).

### Espècies
Dins del gènere Muscari es reconeixen les 82 espècies següents:
- Muscari adilii M.B.Güner & H.Duman
- Muscari albiflorum (Täckh. & Boulos) Hosni
- Muscari alpanicum Schchian
- Muscari anatolicum Cowley & Özhatay
- Muscari armeniacum H.J.Veitch
- Muscari artvinense Demirci & E.Kaya
- Muscari atillae Yıldırım
- Muscari atlanticum Boiss. & Reut.
- Muscari aucheri (Boiss.) Baker
- Muscari azureum Fenzl
- Muscari babachii Eker & Koyuncu
- Muscari baeticum Blanca, Ruíz Rejón & Suár.-Sant.
- Muscari bicolor Boiss.
- Muscari botryoides (L.) Mill.
- Muscari bourgaei Baker
- Muscari caucasicum (Griseb.) Baker
- Muscari cazorlanum C.Soriano, Rivas Ponce, R.Lozano & Ruíz Rejón
- Muscari coeleste Fomin
- Muscari coeruleum Losinsk.
- Muscari commutatum Guss.
- Muscari comosum (L.) Mill.
- Muscari cycladicum P.H.Davis & D.C.Stuart
- Muscari discolor Boiss. & Hausskn.
- Muscari dolichanthum Woronow & Tron
- Muscari eburneum (Eig & Feinbrun) D.C.Stuart
- Muscari elmasii Yıldırım
- Muscari erdalii Özhatay & Demirci
- Muscari erzincanicum Eker
- Muscari fatmacereniae Eker
- Muscari fertile Ravenna
- Muscari filiforme Ravenna
- Muscari forniculatum Fomin
- Muscari ghouschtchiense (Jafari & Maassoumi) Böhnert
- Muscari gussonei (Parl.) Nyman
- Muscari haradjianii Briq. ex Rech.f.
- Muscari heldreichii Boiss.
- Muscari hermonense Ravenna
- Muscari hierosolymitanum Ravenna
- Muscari inconstrictum Rech.f.
- Muscari inundatum Yıldırım & Eker
- Muscari kerkis Karlén
- Muscari kurdicum Maroofi
- Muscari latifolium J.Kirk
- Muscari lazulinum Ravenna
- Muscari longipes Boiss.
- Muscari longistylum (Täckh. & Boulos) Hosni
- Muscari macbeathianum Kit Tan
- Muscari maritimum Desf.
- Muscari massayanum C.Grunert
- Muscari matritense Ruíz Rejón, Pascual, C.Ruíz Rejón, Valdés & J.L.Oliv.
- Muscari microstomum P.H.Davis & D.C.Stuart
- Muscari mirum Speta
- Muscari muglaense Eker, H.Duman & Yıldırım
- Muscari nazimiyense Yıld. & Kılıç
- Muscari neglectum Guss. ex Ten.
- Muscari neumannii (Böhnert & Lobin) Böhnert
- Muscari olivetorum Blanca, Ruíz Rejón & Suár.-Sant.
- Muscari pallens (M.Bieb.) Fisch.
- Muscari pamiryigidii Eker
- Muscari parviflorum Desf.
- Muscari pseudomuscari (Boiss. & Buhse) Wendelbo
- Muscari pseudopallens Eker, Yıldırım & Armağan
- Muscari pulchellum Heldr. & Sartori ex Boiss.
- Muscari sabihapinariae Eroglu, Pinar & Fidan
- Muscari salah-eidii (Täckh. & Boulos) Hosni
- Muscari sandrasicum Karlén
- Muscari savranii Uysal & Dogu
- Muscari serpentinicum Yıldırım, Altioglu & Pirhan
- Muscari sivrihisardaghlarense Yıld. & B.Selvi
- Muscari spreitzenhoferi (Heldr.) Vierh.
- Muscari stenanthum Freyn
- Muscari tabrizianum (Jafari) Böhnert
- Muscari tauricum Demirci, Özhatay & E.Kaya
- Muscari tavoricum Ravenna
- Muscari tenuiflorum Tausch
- Muscari tijtijense (Jafari) Böhnert
- Muscari turcicum Uysal, Ertugrul & Dural
- Muscari tuzgoluense Yıld.
- Muscari vanense Uysal
- Muscari vuralii Bagci & Dogu
- Muscari wallii Rech.f.
- Muscari weissii Freyn

### Sinònims
Els següents noms científics són sinònims de Muscari:
- Sinònims homotípics

- Eubotrys Raf.

- Sinònims heterotípics

- Botryanthus Kunth
- Botrycomus Fourr.
- Botryphile Salisb.
- Comus Salisb.
- Czekelia Schur
- Etheiranthus Kostel.
- Leopoldia Parl.
- Moscharea Salisb.
- Pelotris Raf.
- Pseudomuscari Garbari & Greuter

## Cultiu
Algunes espècies es considera que són de les primeres a florir a la primavera. Es propaguen fàcilment pels bulbs, prefereixen sòls ben drenats i no gaire rics, no els cal ni gaire adob ni gaire aigua, i poden viure a ple sol o amb una lleugera ombra.

## Usos
Els bulbs de Muscari comosum es mengen envinagrats. Són populars tant a l'Iran com a Grècia i Itàlia (Basilicata i Pulla).

## Galeria

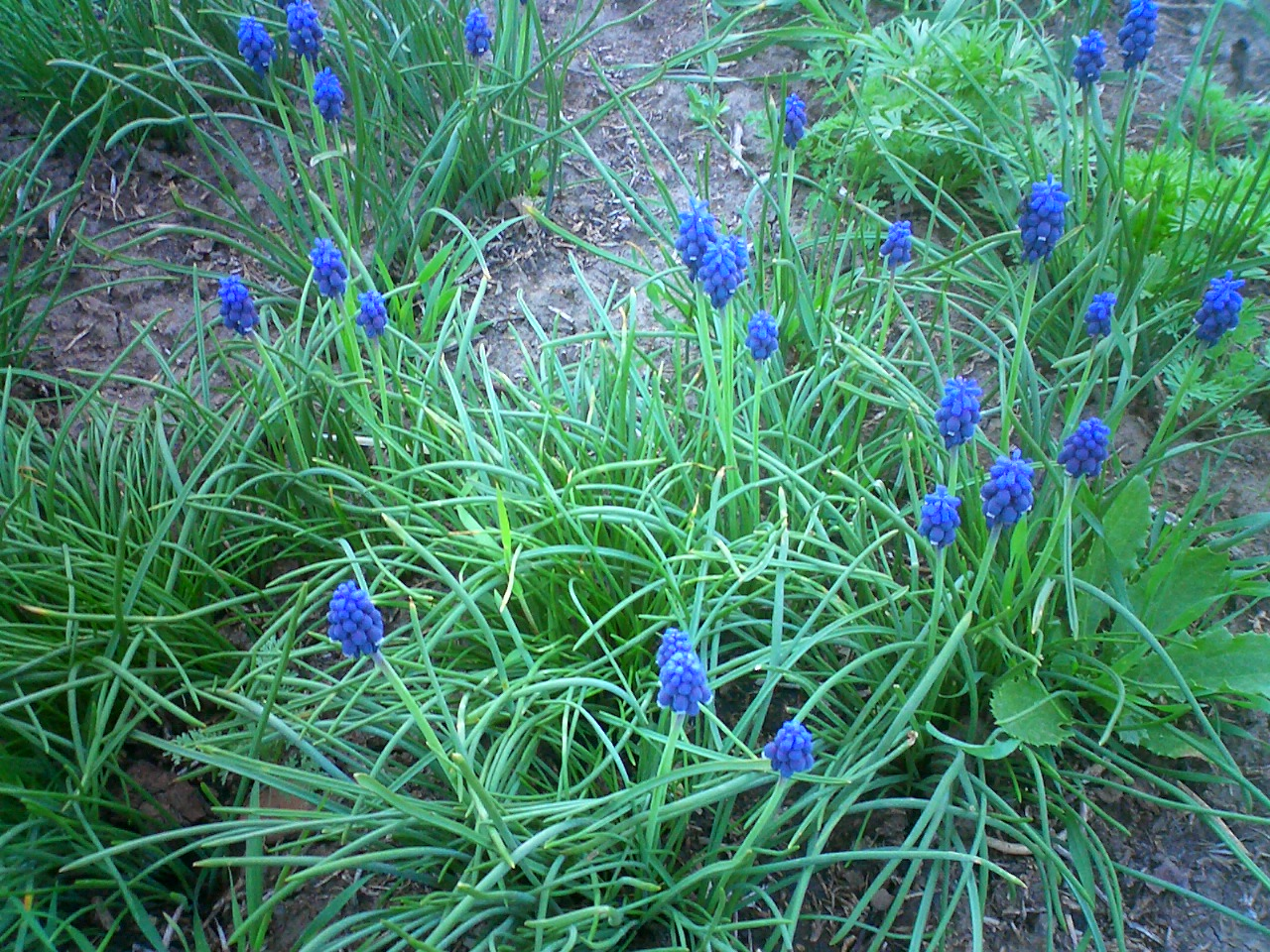
Mucari armeniacum a Armènia.
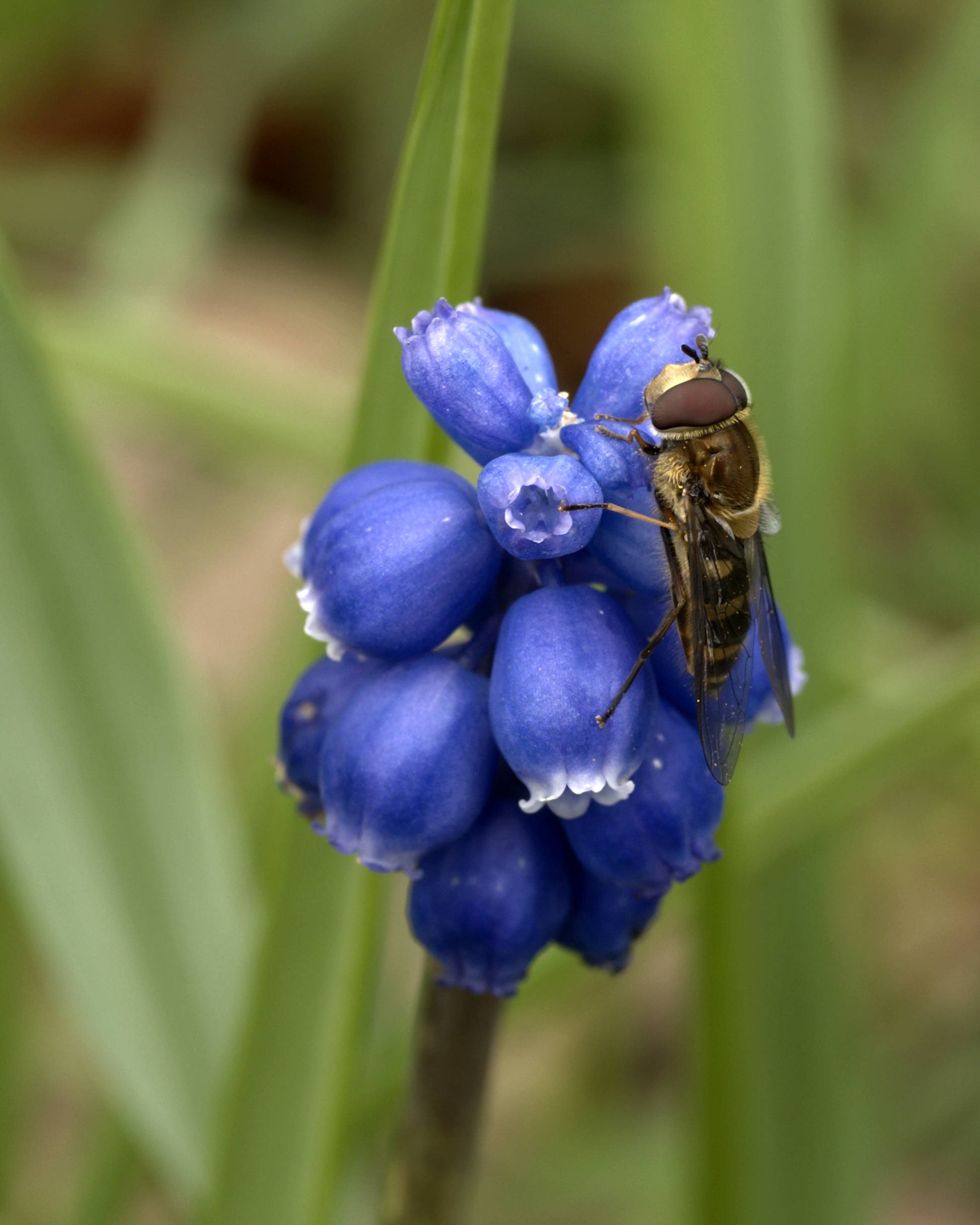
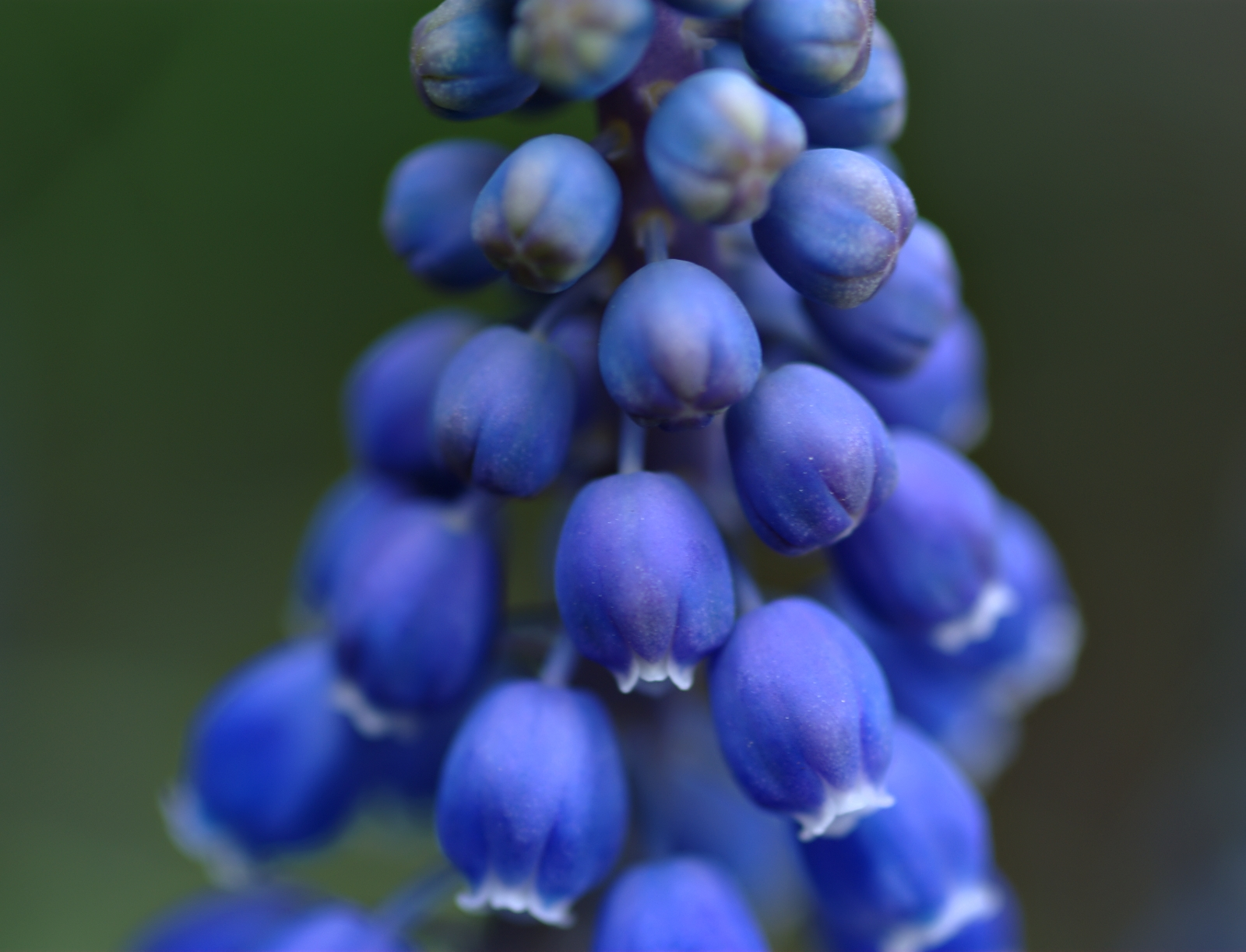
Detroit, Michigan, EUA.
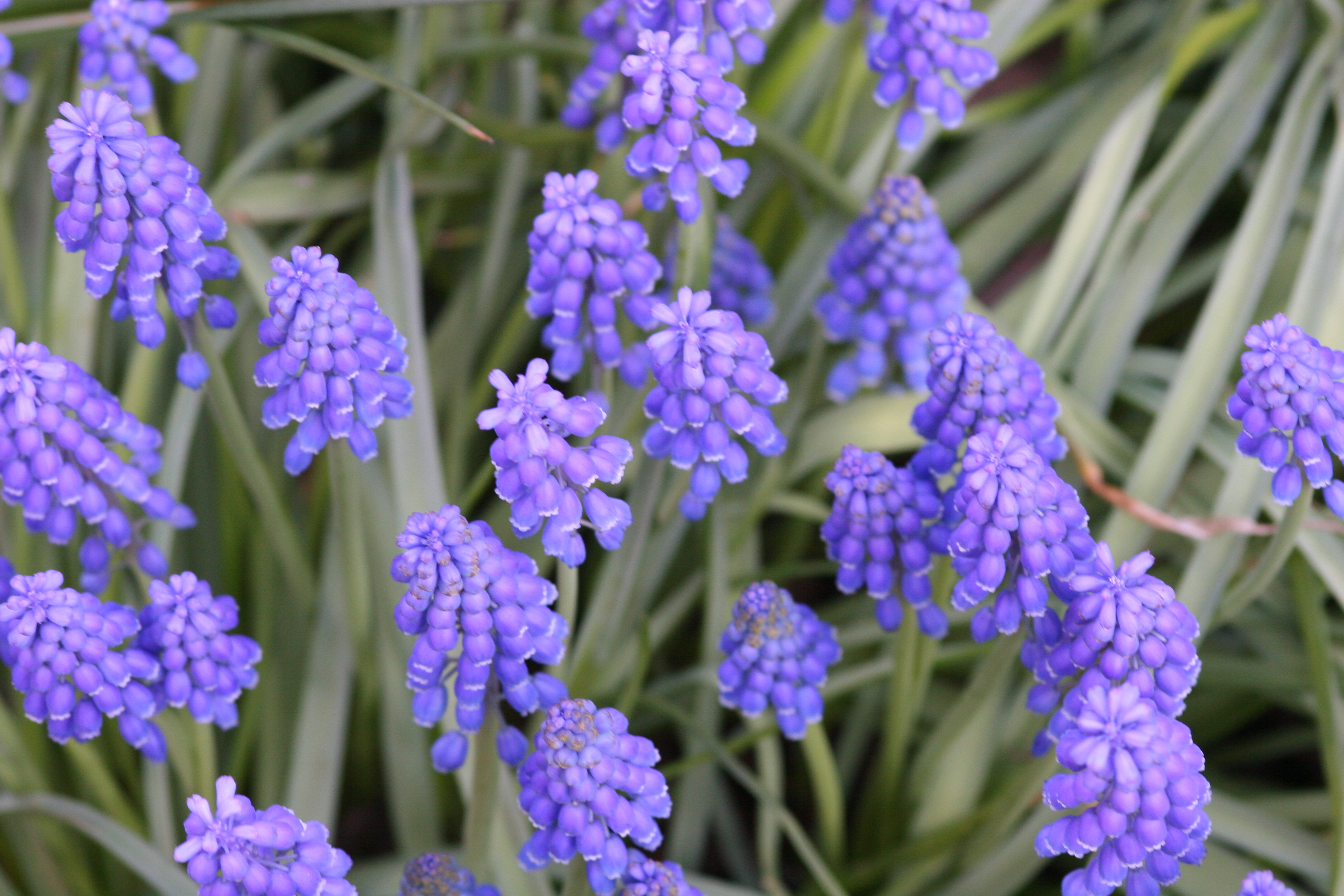
A Cambridge, Massachusetts, EUA.
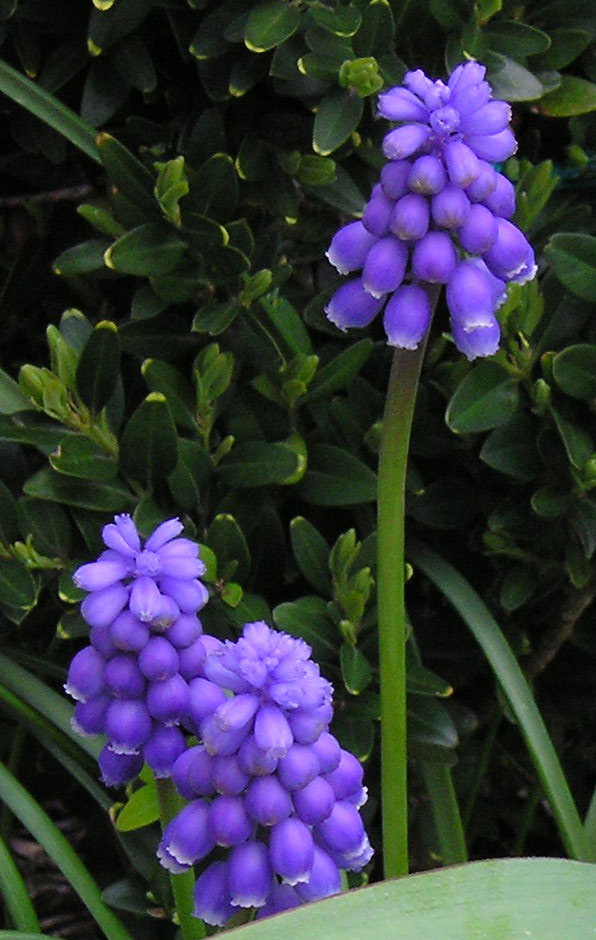
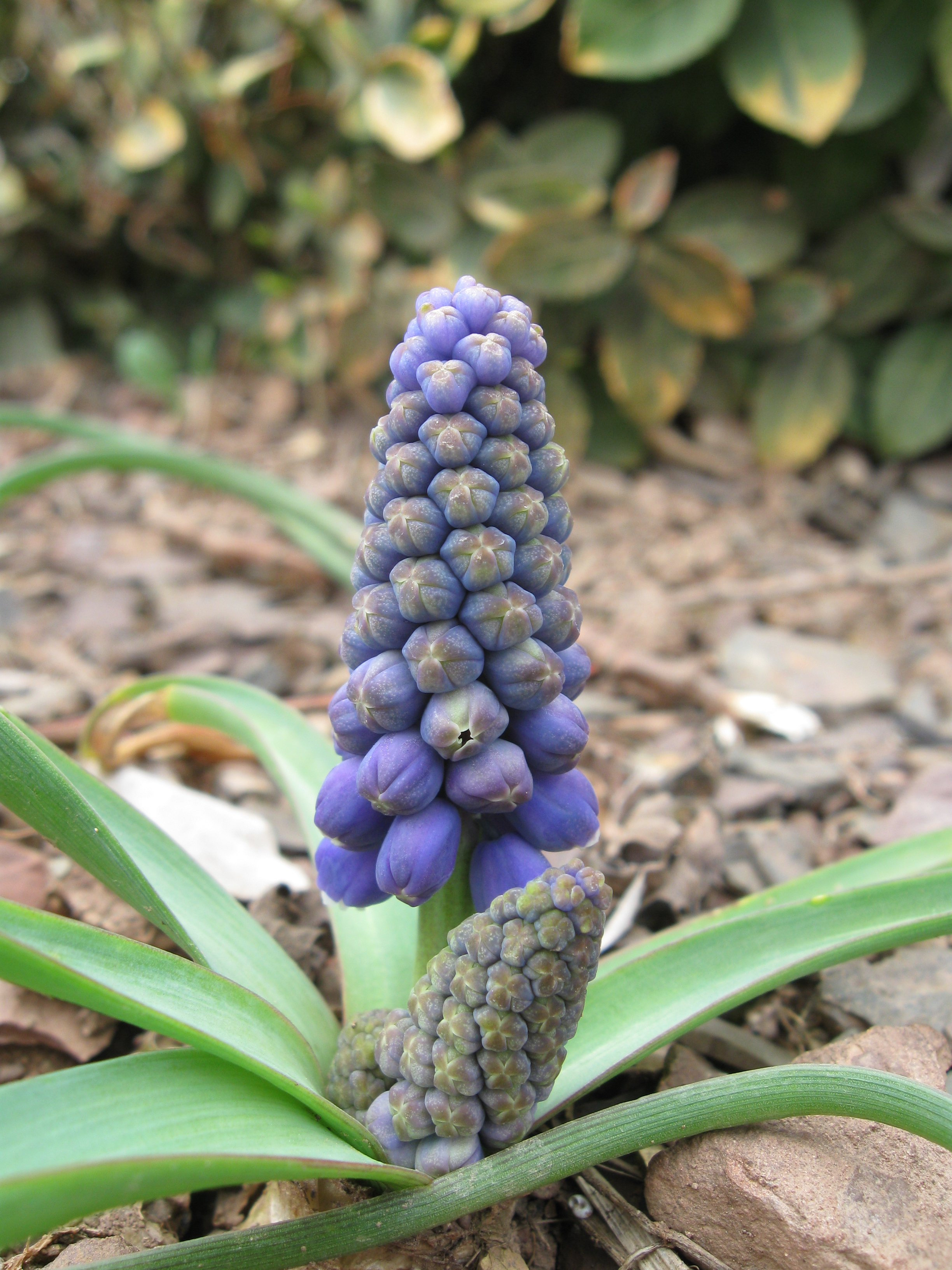